# Fimbristylis dolera
Fimbristylis dolera är en halvgräsart som beskrevs av Stanley Thatcher Blake. Fimbristylis dolera ingår i släktet Fimbristylis och familjen halvgräs. Inga underarter finns listade i Catalogue of Life.